# Lucas Macri
Lucas Macri (Buenos Aires, 19 agosto 1972) è un astronomo argentino nazionalizzato statunitense.
Ha ottenuto il baccellierato in fisica nel 1995 al MIT e il dottorato in astronomia nel 2001 all'Università di Harvard. Dal 2008 è assistente di astronomia alla Texas A&M University.
Il Minor Planet Center gli accredita la scoperta dell'asteroide 7850 Buenos Aires effettuata il 10 giugno 1996.